# Ghislaine De Pauw
Ghislaine De Pauw (18 juli 1945) is een voormalige Belgische atlete, die was gespecialiseerd in het hoogspringen. Zij veroverde één Belgische titel. 

## Biografie
De Pauw werd in 1963 Belgisch kampioene in het hoogspringen. Ze verbeterde dat jaar het Belgisch record van Léontine Stevens in het hoogspringen tot 1,57 m.

### Clubs
De Pauw was aangesloten bij Beerschot AC.

## Belgische kampioenschappen
| Onderdeel    | Jaar |
| ------------ | ---- |
| hoogspringen | 1963 |

## Persoonlijk record
| Onderdeel    | Prestatie      | Datum            | Plaats |
| ------------ | -------------- | ---------------- | ------ |
| hoogspringen | 1,57 m (ex-NR) | 15 augustus 1963 | Dublin |

## Palmares

### hoogspringen
- 1963:  BK AC - 1,49 m